# Lendvai György (karmester)
Lendvai György (Budapest, 1937. május 7. – Budapest, 1989. július 29.) magyar karmester, Lendvai Andor operaénekes fia.

## Életpályája
A budapesti Bartók Béla Zenei Szakközépiskolában, ahol 1951 és 1954 között Nemes Katalin, 1954 őszétől pedig Zempléni Kornél tanította zongorázni. 1955 és 1961 között végezte a Zeneakadémia karmesterképző szakát,  Somogyi László és Kórodi András vezetésével. Korrepetitorként már főiskolás korától, 1959 szeptemberétől a Magyar Állami Operaház tagja volt, majd  diplomájának megszerzése után, 1967-től  karmesteri feladatokat is ellátott. Brecht–Weil Mahagonny című művével debütált. Betegsége miatt az 1970-es évek közepétől  már nem dirigálhatott; ezután 1981-ig csupán korrepetitorként tevékenykedett.

## Emlékezete
Sírja a Farkasréti temetőbben található. [19/2-2-76]